# هواگرد آب‌نشین

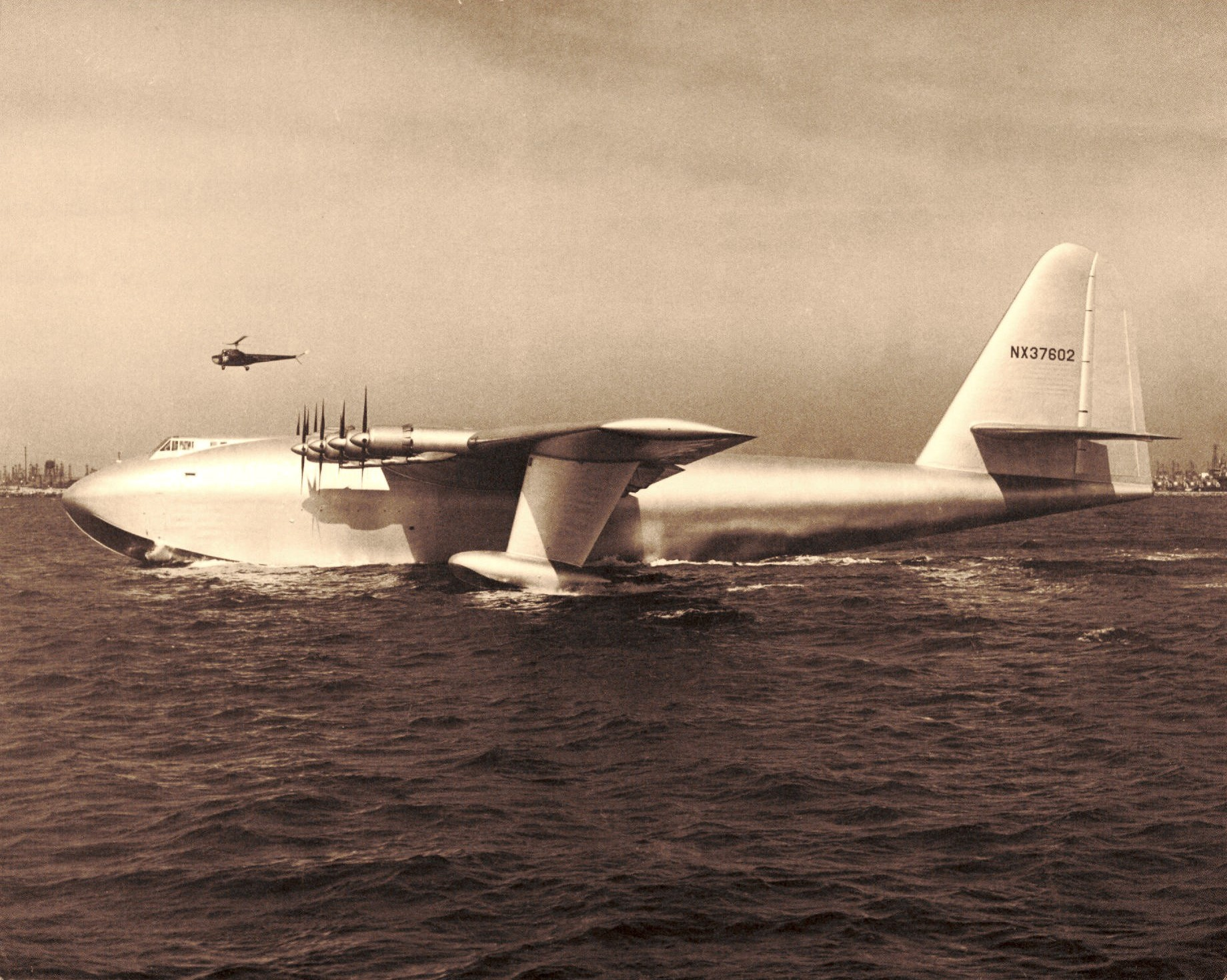
هیوز اچ-۴ هرکولس، بزرگ‌ترین هواپیمای آب‌نشین دست‌ساز بشر تا امروز

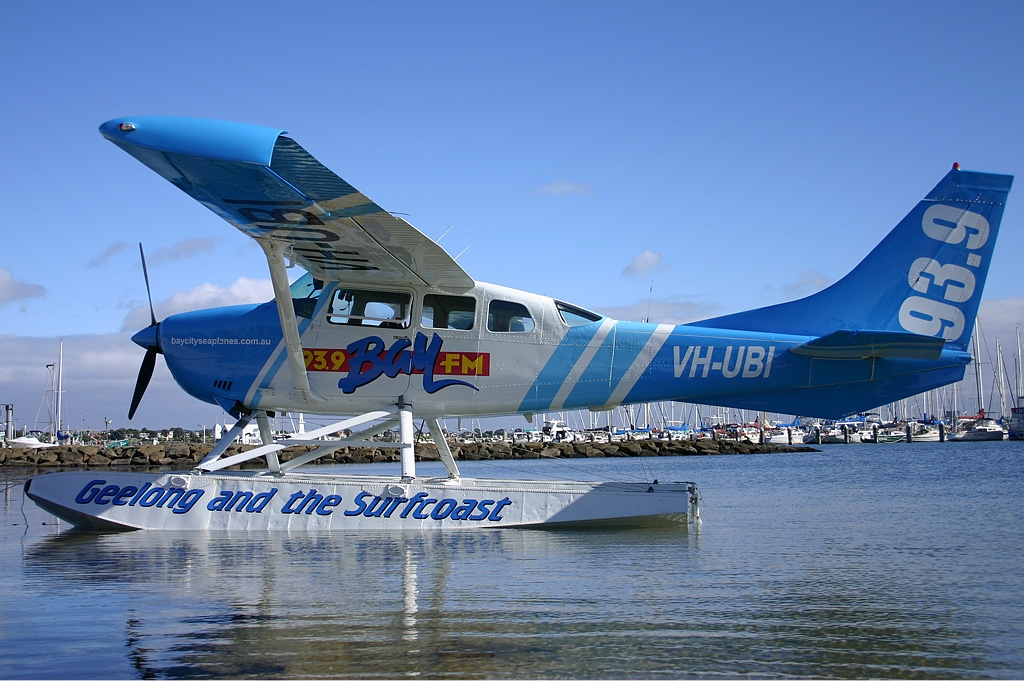
سسنا ۲۰۶ تنها هواپیمای آب‌نشینی که توانسته دور دنیا را بپیماید

هواپیمای آب‌نشین، (به انگلیسی: Seaplane) گونه‌ای از هواگرد ثابت‌بال است که قابلیت برخاست و فرود بر روی سطح آب را داراست. این هواپیما زیرمجموعه‌ای از هواپیماهای آبی خاکی محسوب می‌شوند که قادر به فرود و برخاست بر روی سطح خشک و آب را دارا هستند. هواپیماهای آب‌نشین، به دو گروه هواپیمای آب‌نشین دارای ارابه فرود و شناورهای پرنده تقسیم‌بندی می‌شوند که گونه اول، شامل هواپیماهای سبک با شعاع پروازی کم و دسته دوم شامل هواپیماهای سنگین‌تر و شعاع پروازی بیشتر هستند.

## تاریخچه بکارگیری

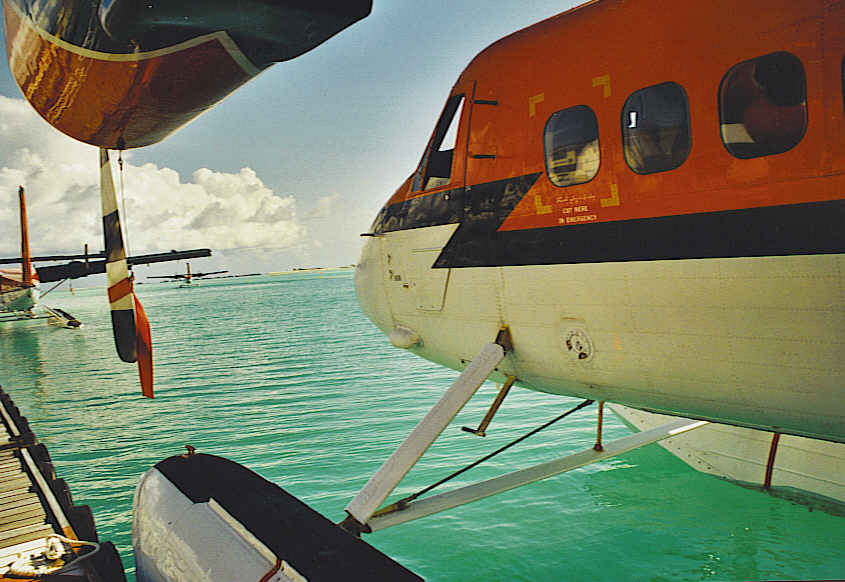
تاکسی هوایی مالدیو

نخستین پرواز موفق با اینگونه از هواپیما، در سال ۱۹۰۵ (میلادی) بر روی رودخانه سن فرانسه انجام گرفت. نیروی دریایی فرانسه، نخستین سفارش‌دهنده از این نوع هواپیما در سطح جهان بود و به دنبال آن، نیروی دریایی ایالات متحده آمریکا و نیروی دریایی پادشاهی بریتانیا نیز مدل‌هایی از این هواپیما را به سازندگان داخلی، سفارش دادند. در خلال جنگ جهانی اول، نیروی دریایی بریتانیا توانست با استفاده از این هواپیما، حملات دریایی مؤثرتری را علیه المان ترتیب دهد. با پایان جنگ جهانی اول، شرکت‌های هواپیمایی بریتانیا، پروازهای دوربردی را به آفریقای جنوبی و استرالیا، با استفاده از این هواپیما، ترتیب دادند. خطوط هوایی سراسری آمریکا نیز با بکارگیری هواپیمای آب‌نشین بوئینگ ۳۱۴ کلیپر، شروع به استفاده از این گونه هواگرد کرد. در خلال جنگ جهانی دوم، استفاده از این هواپیما به اوج رسید. کشورهای زیادی که ارزش استفاده از آن را درک کرده بودند، در اموری نظیر دیده‌بانی توپخانه برای نبردناوها، عملیات امداد و نجات هوایی در دریا، انهدام زیردریایی‌های دشمن و گشت‌زنی دریایی، از این هواگرد بهره می‌بردند. با پایان جنگ جهانی دوم و ظهور جت، استفاده از این هواپیما به مرور زمان، کم‌رنگ شد. نیروی دریایی آمریکا، تنها موسسه‌ای بود که تحقیق و گسترش بر روی این هواپیما را ادامه داد و در نهایت، در دهه ۱۹۷۰ (میلادی) آن را متوقف کرد.